# Hydraena darwini
Hydraena darwini är en skalbaggsart som beskrevs av Perkins 2007. Hydraena darwini ingår i släktet Hydraena och familjen vattenbrynsbaggar. Inga underarter finns listade i Catalogue of Life.